# Crossotus sublineatus
Crossotus sublineatus là một loài bọ cánh cứng trong họ Cerambycidae.